# 山川典二
山川 典二（やまかわ のりじ、1954年12月23日 - ）は日本の政治家、音楽評論家。沖縄県議会議員を務める。元NHKアナウンサー。

## 人物
沖縄県島尻郡伊是名村生まれ。沖縄県立那覇高等学校、青山学院大学卒業後、沖縄国際大学大学院に入学し、修士課程を修了した。1979年、NHKに入局した。報道・文化番組を中心に出演し、様々な文化新規事業に従事した。その後コンチネンタル航空に転職し、観光関連事業に従事した。
1997年、那覇市議会議員選挙に初当選し、通算5期にわたり務めた。2016年、沖縄県議会議員選挙に初当選を果した。
音楽評論家として、ラジオ沖縄で毎週日曜日18時から18時30分に生放送されている『山川典二のJAZZ LIFE』を担当している。